# Ramazan Rragami
Ramazan Rragami (ur. 3 kwietnia 1944 w Szkodrze, zm. 15 stycznia 2022) – albański piłkarz i trener piłkarski, w latach 1965–1973 reprezentant Albanii.

## Życie prywatne
Miał dwie córki i syna.